# Edyta Łukaszewicz-Lisowska
Edyta Łukaszewicz-Lisowska (ur. 16 kwietnia 1969 w Białymstoku) – polska aktorka. Ukończyła kierunek aktorski Wydziału Lalkarskiego, PWST w Warszawie. Występowała w teatrach w: Olsztynie, Białymstoku, Warszawie i Toruniu.

## Filmografia
- 1998: U Pana Boga za piecem
- 1999: Dług
- 1999: Tygrysy Europy − sprzedawczyni w sklepie z męską odzieżą
- 1999: Kiler-ów 2-óch
- 2000: Pierwszy milion
- 2000: To ja, złodziej
- 2003 Powiedz to, Gabi